# بني قراط (بني سعد)

تعديل مصدري - تعديل

بني قراط هي إحدى قرى عزلة بني قراط بمديرية بني سعد التابعة لمحافظة المحويت، بلغ تعداد سكانها 313 نسمة حسب تعداد اليمن لعام 2004.